# 南極-艾特肯盆地
南极-艾特肯盆地（英語：South Pole–Aitken basin）是月球背面一座巨大的撞击陨石坑，直径大约2500公里，深13公里，最大落差（从坑底最深处到最高壁顶处）16.1公里，它是太阳系中已知最大的撞击坑之一，也被公认为是月球上最大、最古老和最深的撞击盆地。它以月球背面两处相对应的地貌特征所命名：位于盆地北端的艾特肯环形山和另一端的月球南极，但这只是国际天文联合会提出的临时名称，其正式命名仍未确定。南极-艾特肯盆地深色的表面分外醒目，从地球上可看到该盆地位于月球南侧边沿犹如一列巨大山脉般的外侧边缘，有时也被称为莱布尼茨山脉，但该名称并没被国际天文联合会正式认可。

## 发现

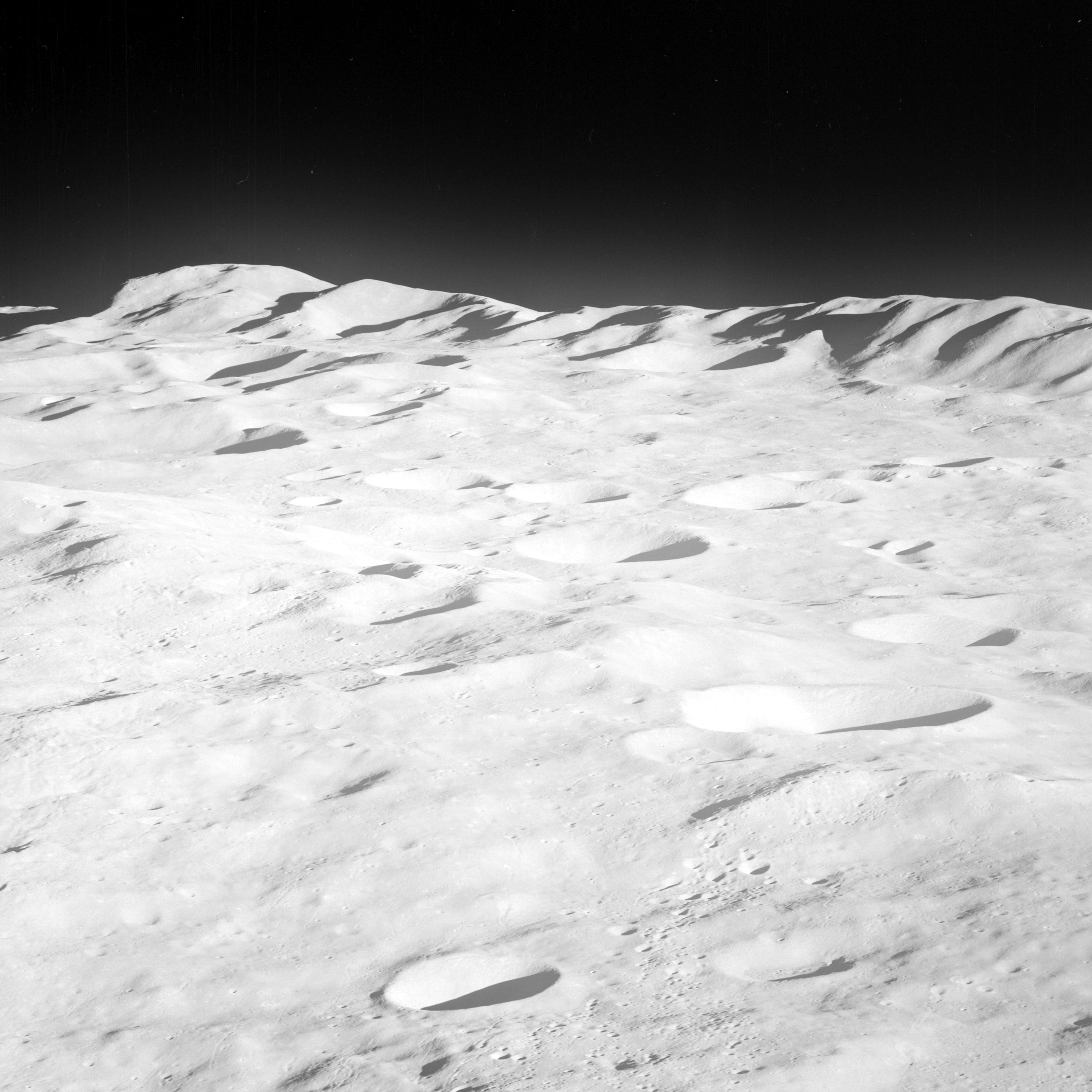
阿波罗8号拍摄的盆地北侧边缘山脉

1959年前苏联月球3号首次拍摄了月球背面的照片，从中首次发现了南极-艾特肯盆地，在4张月背照片中，该盆地类似一块暗斑，其东半部隐藏在月球边沿之后。次年，它被前苏联提名为梦海，以纪念首艘月球探测器-月球1号（亦称梦），但1961年国际天文联合会将其命名为智海（Mare Ingenii）。
1962年人们开始猜测，显示在月球南侧边沿上的山脉，即所谓的莱而尼茨山脉(该名称后被取消)可能是环绕该月海的一部分环壁，尤如月球上绝大多数月海一样，可能位于一座巨大的撞击坑中。后来，证实它们就是沿该盆地南侧边缘延伸的山脉。1968年，阿波罗8号上的宇航员拍摄到了盆地北侧边缘上的山脊，但这一点直到后来才被发现。
20世纪60年代后期，月球轨道器系列项目对月球进行了全球拍摄，但在分析这些照片时，发现在这座损毁的盆地中，熔岩覆盖层并不连续且边界也不分明。因此，在1971年智海及俄语名-梦海被转给了盆地中另一处较小的对象。
首次获得该盆地地形数据的是前苏联的探测器6号（1968年）和探测器8号（1970年）。通过对照片中月球边沿区的研究显示，这一低洼区域直径超过2000公里，深度达到5-7公里。后来苏联科学家提议将该区域命名为西南海，但当时能确定其地质结构的可靠数据还不充分。1971年阿波罗15号和1972年阿波罗16号使用激光高度计获取了盆地北部的深度，显示该部分区域非常深，但由于环月的阿波罗指令/服务舱地面轨迹靠近月球赤道，所以，盆地其余部分地形仍不清楚。1978年美国地质调查局发表了只含有盆地北半部及其边缘的地质图。
在上世纪90年代前，有关该盆地的情况尚掌握不多，伽利略号探测器（掠过）和克莱门汀号（长期在轨）造访月球后，所拍摄的多光谱图像揭示了该盆地内含有比月球一般高地更丰富的氧化亚铁和二氧化钛，因而，其表面颜色也更深。在克莱门汀号运行期间，首次利用高度计取得的数据绘制了整个盆地地形并构建了立体图形。后来，通过分析月球探勘者上伽玛射线光谱仪得到的数据，更精确地弄清了盆地的地形结构。

## 特征

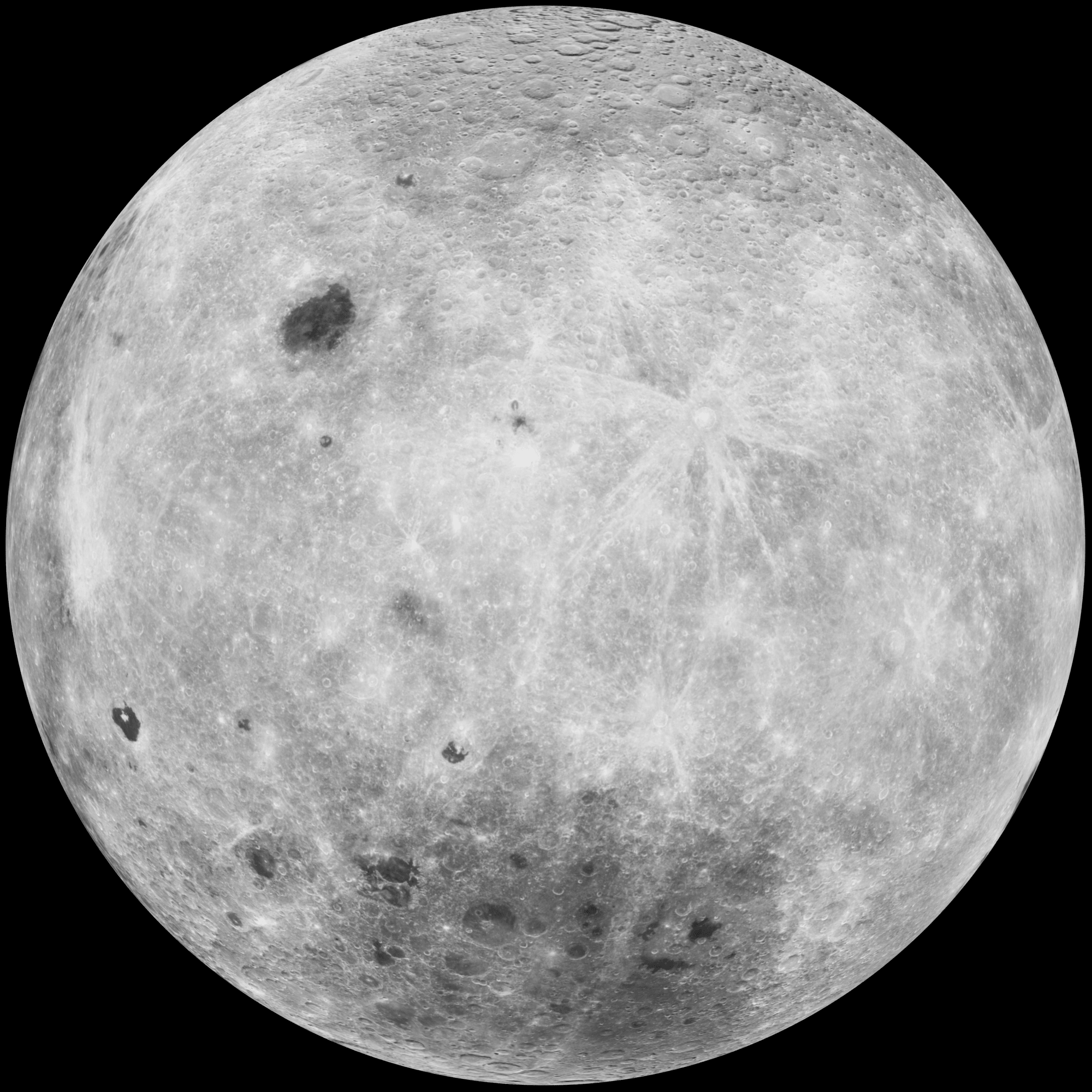
月球背面，图中幽暗区域为南极-艾特肯盆地。

南极-艾特肯盆地是公认的月球上最大、最深和最古老的盆地。
该盆地明显由北往南扩展（更准确地说是在西经19°方位），从月球背面南纬16°起，跨过南极，并在月球正面延伸近5°，它的中心月面坐标为53°S 169°W / 53°S 169°W，外观近似一处边缘模糊的椭圆状凹地，其内部与其它类似盆地不同，其外环尺寸2400×2050公里，内环为1940×1440公里，内外环中心及延伸方向保持一致，但由于盆地原始结构损毁严重，难以对它的大小、中心点位置甚至环圈数进行精确的估测。
南极-艾特肯盆地内坐落了众多年轻的陨石坑，包括非常大的（直径超过300公里）阿波罗环形山、普朗克环形山、庞加莱环形山、薛定谔环形山和梦海盆地。
南极-艾特肯盆地内是月表上的最低点（平均水平面下8810米，位于安东尼亚第环形山内一座无名小坑坑底），而它的东北边缘则非常高(8160米，靠近多普勒环形山)，平均深度较月表平均海拨低2340米。由于在形成时的撞击中抛出了大量岩石，所以，盆地下方的地壳厚度明显较其它地区更低。根据对月球地形和重力场分析，盆地中央地壳厚度约为30公里，相较而言，它周边地区的厚度达到60-80公里，而全月球平均值为50公里。
根据伽利略号探测器、克莱门汀号及月球探勘者反映，该盆地地表成分与一般的月球高地不同，但最关键是美国阿波罗及苏联月球系列项目都未取得该区域的月岩样本，也缺乏已认定来自月球上可用于成分比对的陨石。
轨道设备的数据表明，盆地地表中所含铁、钛、钍丰度较高，其矿石构成中单斜辉石和斜方辉石较主要为斜长岩的周边高地更丰富。这一独特的成分特征存在以下几种解释：一是直接暴露出的下层地壳（甚至地幔），所含铁、钛、钍比上层地壳更丰富；二是曾经漫溢在盆地地表上的富铁玄武岩熔岩（如月球上的月海）；三、如果该盆地在撞击时被一路挖掘至地壳下更深处，则这里的岩石也可能含有月幔成分。也许上述三种说法都正确。还有另一种假设，盆地周边大范围的月表在撞击事件中可能被熔化，这种有别于盆地自身的熔融体也可能造成了它独特的地质特性。这些特征起因的答案只能通过获取进一步的岩样来解决。

## 成因

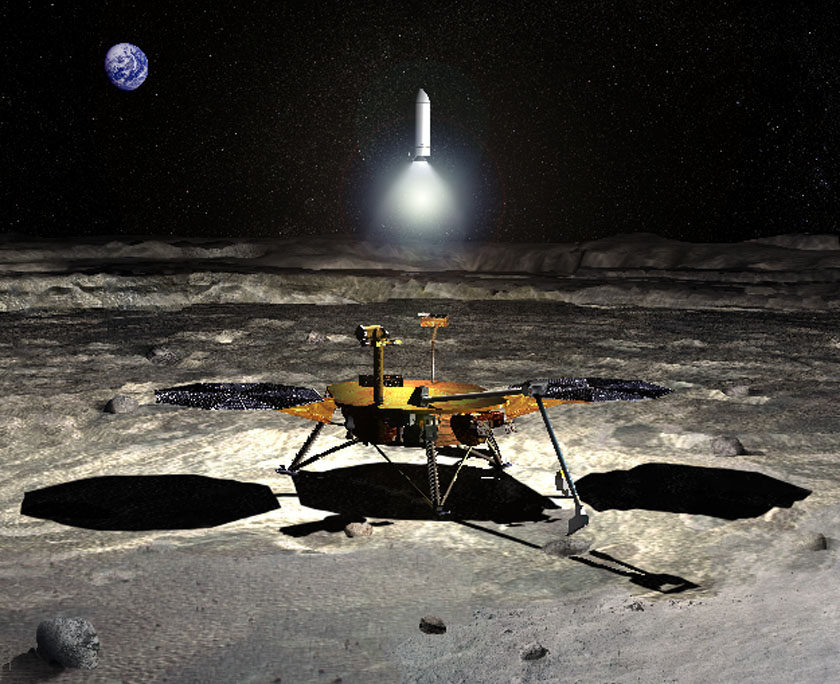
设想中的南极-艾特肯盆地取样航天器

南极-艾特肯盆地估计形成于42亿年-43亿年前的一次巨大撞击。模拟近垂直撞击的结果显示，该盆地将会有深达200公里，来自地幔的大量物质被抛射出。然而，迄今为止，所有的观察并不支持盆地表面有地幔成分。月壳厚度图似乎表明盆地下方存在约10公里的地壳层，这表明盆地并非形成于典型的高速垂直撞击，而是一次低速的小角度（约30°或更低）撞击，因而，对月表撞击程度的并不太深，这一假设的证据来自南极-艾特肯盆地高耸的东北边缘，它可能就形成于这种斜击的喷出物，这一撞击理论也解释了月球上的磁异常现象。

## 探測器
2019年1月3日10時26分，嫦娥四號成功登陸於此區的冯·卡门撞击坑並開始探勘。嫦娥六号于2024年6月2日06時23分，成功着陆于此區的阿波罗环形山，进行采样返回任务。

## 另请参阅
- 月球背面
- 月球地质
- 撞击坑
- 月球陨石坑
- 月球南极

## 参引资料
1. 1 2 3  Чикмачев В. И.  3.10. Гигантский кратер на обратной стороне Луны. Москва: Физматлит. 2009: 512. ISBN 978-5-9221-1105-8.
2. ↑  Petro, Noah E.; Pieters, Carle M.,  (PDF), Journal of Geophysical Research, 2004-05-05, 109  [2011-04-18], Bibcode:2004JGRE..109.6004P, doi:10.1029/2003je002182, （原始内容存档 (PDF)于2017-02-15）
3. ↑  . ЦНИИГАиК и ГАИШ. 1960  [2017-05-07]. （原始内容存档于2014-01-06）.
4. ↑  И. И. Катяев, В. А. Шишаков, В. А. Бронштэн (Всесоюзное астрономо-геодезическое общество).  55, 59. М.: Наука. 1967: 64.
5. 1 2 3 4  Литвин П. В., Родионова Ж. Ф., Шевченко В. В., Суетова И. А.  (PDF). 411–414 Труды международной конференции «ИНТЕРКАРТО 8». Санкт-Петербург. 2002  [2017-05-07]. （原始内容存档 (PDF)于2014-09-29）.
6. 1 2  Hartmann W. K., Kuiper G. P.  (PDF). Communications of the Lunar and Planetary Laboratory. 1962, 1: 51–66  [2017-05-07]. Bibcode:1962CoLPL...1...51H. （原始内容存档 (PDF)于2014-12-20）.
7. ↑  Whitaker E. A.  264. Cambridge University Press. 2003: 232, 233. ISBN 9780521544146.
8. 1 2  Menzel, D. H.; Minnaert, M.; Levin, B.; Dollfus, A.; Bell, B. . Space Science Reviews. 1971, 12 (2): 137, 179  [2017-05-07]. Bibcode:1971SSRv...12..136M. doi:10.1007/BF00171763. （原始内容存档于2017-10-28）.
9. ↑  Wilhelms D. E. . Chapter 13: The Best-Laid Plans 1970. The University of Arizona Press. 1993: 244  [2017-05-07]. ISBN 0-8165-1065-2. （原始内容存档于2020-12-31）.
10. 1 2 3 4 5 6  Garrick-Bethell, I.; Zuber, M. T.  (PDF). Icarus. 2009, (2): 399–408  [2017-05-07]. Bibcode:2009Icar..204..399G. doi:10.1016/j.icarus.2009.05.032. （原始内容存档 (PDF)于2013-04-01）.
11. ↑  Wilhelms D.  (PDF). United States Geological Survey Professional Paper 1348. 1987: 145  [2017-05-07]. （原始内容存档 (PDF)于2013-05-14）.
12. 1 2  Чикмачев В. И., Шевченко В. В.  (PDF). Материалы Международного юбилейного симпозиума Научные результаты космических исследований Луны. 1999  [2017-05-07]. （原始内容存档 (PDF)于2009-05-09）.
13. ↑  Spudis, P. D.; Reisse, R. A.; Gillis, J. J.  (PDF). Science. 1994, 266 (5192): 1848–1851  [2017-05-07]. Bibcode:1994Sci...266.1848S. PMID 17737079. doi:10.1126/science.266.5192.1848. （原始内容存档 (PDF)于2010-11-29）.
14. ↑  Бережной А. А., Сурдин В. Г.  3.5.2. Клементина и Лунар Проспектор исследуют Луну. Москва: ФИЗМАТЛИТ. 2008: 400  [2017-05-07]. ISBN 978-5-9221-0989-5. （原始内容存档于2018-10-20）.
15. ↑  W. M. Kaula; G. Schubert; R. E. Lingenfelter; W. L. Sjogren;  et al. . Proc. Lunar Planet. Sci. Conf. 1974, 5: 3049–3058.
16. ↑  D. E. Stuart-Alexander. . U.S. Geological Survey. 1978, I–1047  [2017-05-07]. （原始内容存档于2020-11-20）.
17. 1 2  Potter, R. W. K.; Collins, G. S.; Kiefer, W. S.; McGovern, P. J.; Kring, D. A.  (PDF). Icarus. 2012, 220 (2): 730–743  [2017-05-07]. Bibcode:2012Icar..220..730P. doi:10.1016/j.icarus.2012.05.032. （原始内容存档 (PDF)于2014-12-21）.
18. 1 2  Sasaki, S.; Ishihara, Y.; Araki, H.; Noda, H.; Hanada, H.; Matsumoto, K.; Goossens, S.; Namiki, N.; Iwata, T.; Ohtake, M.  (PDF). 41st Lunar and Planetary Science Conference, held March 1-5, 2010 in The Woodlands, Texas. LPI Contribution No. 1533, p.1691. 2010  [2017-05-07]. Bibcode:2010LPI....41.1691S. （原始内容存档 (PDF)于2016-03-04）.
19. ↑  По альтиметрическим данным Lunar Reconnaissance Orbiter, полученным через программу JMARS （页面存档备份，存于）
20. ↑  Shevchenko, V. V.; Chikmachev, V. I.; Pugacheva, S. G.  (PDF). Solar System Research. 2007, 41 (6): 447–462  [2017-05-07]. Bibcode:2007SoSyR..41..447S. doi:10.1134/S0038094607060019. （原始内容存档 (PDF)于2014-12-22）.
21. ↑  Hiesinger, H.; Head, J. W., III.  (PDF). 35th Lunar and Planetary Science Conference, March 15-19, 2004, League City, Texas, abstract no.1164. 2004  [2017-05-07]. Bibcode:2004LPI....35.1164H. （原始内容存档 (PDF)于2017-08-12）.
22. ↑  Noda, H.; Araki, H.; Tazawa, S.; Goossens, S.; Ishihara, Y.  (PDF). EGU General Assembly 2009, held 19-24 April, 2009 in Vienna, Austria, p.3841. 2009  [2017-05-07]. Bibcode:2009EGUGA..11.3841N. （原始内容存档 (PDF)于2014-12-24）.
23. ↑  P. Lucey and 12 coauthors. . Reviews in Mineralogy and Geochemistry. 2006, 60: 83–219. doi:10.2138/rmg.2006.60.2.
24. ↑  Hiesinger, H.; van der Bogert, C. H.; Pasckert, J. H.; Schmedemann, N.; Robinson, M. S.; Jolliff, B.; Petro, N.  (PDF). European Planetary Science Congress 2012, held 23-28 September, 2012 in Madrid, Spain. id. EPSC2012-832. 2012  [2017-05-07]. Bibcode:2012espc.conf..832H. （原始内容存档 (PDF)于2014-12-15）.
25. ↑  Mark A. Wieczorek, Benjamin P. Weiss, Sarah T. Stewart. . Science. 2012-03-09, 335 (6073): 1212–1215  [2018-04-02]. ISSN 0036-8075. doi:10.1126/science.1214773. （原始内容存档于2020-10-22） （英语）.
26. ↑  Wieczorek MA; Weiss BP; Stewart ST. . Science. 2012, 335 (6073): 1212–1215. Bibcode:2012Sci...335.1212W. PMID 22403388. doi:10.1126/science.1214773.
27. ↑  . 中华人民共和国国家航天局. 2017-07-04  [2017-10-23]. （原始内容存档于2017-10-24）.
28. ↑  . 国家航天局. 2024-06-02  [2024-06-02]. （原始内容存档于2024-06-02） （中文（简体））.